# 環境ダンピング

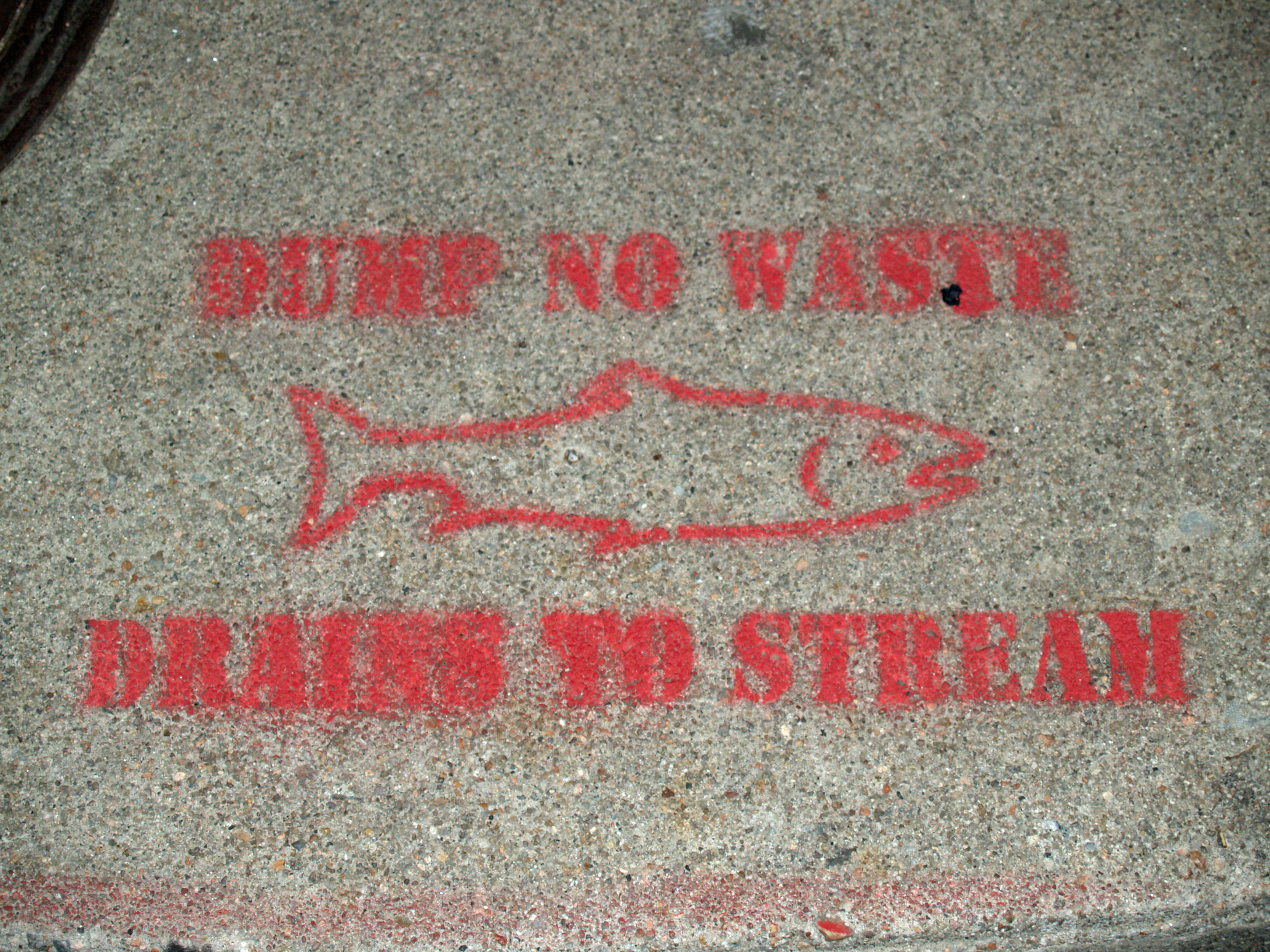
コロラド州コロラドスプリングスの下水道の上にある看板。廃棄物投棄によって地元の川を汚染しないよう警告している。

環境ダンピングはある国（一般的には富裕国）の廃棄物を別の国（一般的には発展途上国）へ不法に輸出することをいう。この行為の土壌となるのは、発展途上国ではしばしば環境法およびその取り締まりが厳重ではないかあるいはそもそも存在しないことであり、その経済的な原動力は、輸入国では輸出国でよりも安価に廃棄物を処分できることにある。しかし実際には、発展途上国では輸入された廃棄物はしばしば適切に処理できず、環境（河川、海洋など）へ投棄され、地球規模の環境汚染を引き起こす元凶となる。有害廃棄物の環境ダンピングを可能とするのは、発展途上国が次のようであったことによる。
1. 輸入されてくる物が何かを把握していない
2. 輸入に伴うリスクとトレードオフを理解していない
3. 輸入関係者を逮捕し不法輸入を阻止する執行機構が整っていない
4. 自国の国益を守るために必要な政治的合意と独立を持っていない

環境ダンピングは、経済的な意味での価格ダンピングに類似した状況である。価格ダンピングは、輸入国での商品やサービスの販売価格が、輸出国の生産原価や販売価格を下回る場合に発生する。同様に環境ダンピングは、輸入国での廃棄物処理価格が、輸出国の廃棄物処理価格を下回る場合に発生する。
欧州連合（EU) ではバーゼル条約に基づき2007年以来有害および非有害物質の輸送に関する規制が導入され、廃棄物を環境破壊することなく処理する能力を持たない発展途上国に有害廃棄物を輸出することを禁じている。コンピュータなどの電子廃棄物は、EUまたは欧州自由貿易連合（EFTA）に加盟していない国に輸送してはならない。EUまたはEFTAのメンバーである州や国は、定期的に検査を行い、すべての規制が遵守されていることを確認し、実際に輸送されてくる現物を検査し許可されているものだけであるかを確認しなければならない。発送先の国が輸送物を受け入れることができない場合、発送者はその輸送物を引き取らなくてはならない。

## 一般定義とバーゼル条約
環境ダンピングは「国境を越えた有毒廃棄物の投棄」を超えて、消費者や地元および地球共通の利益に合致しないか、または環境に悪影響を及ぼす製品を輸出することや、輸入することで輸入国が国際的な環境条約の遂行能力を損なう結果になるといった要素を含む。　国境を越える廃棄物の大半は、経済協力開発機構（OECD）加盟国の間で取引され、金属、プラスチック、および紙類などである。2007年にはOECD諸国が金属と紙の廃棄物を400〜500万トン、プラスチック廃棄物を約50万トン輸出したと推定されている。これら廃棄物の中には有害物も含まれており、人間や環境にリスクをもたらす。
バーゼル条約は1992年から執行されておりその目的は、有害廃棄物（電子機器廃棄物を含む）の輸出入を管理し、違法な廃棄物の輸送を禁止することである。その統計によれば、毎年少なくとも800万トンの有害廃棄物が輸入および輸出されている。廃棄物輸送規則は、廃棄物を以下の3カテゴリーに分類している。
グリーンリスト: 有害でなく環境に無害と見なされているもので、国際的な水域を横断し輸送される際に事前の許可を必要としないもの。リサイクルプラスチック廃棄物や紙などが含まれるが、プラスチック廃棄物の輸出入はプラスチック汚染をすでに引き起こしている。
アンバーリスト: 一部有害な部分を含むもので、輸出前に同意を得る必要があるもの。金属を含む廃棄物などがある。
レッドリスト: 危険なもの。一例としてアスベストやポリ塩化ビフェニル（PCB）を含む廃棄物。

## 海洋投棄とロンドン条約
国から国への廃棄物の輸送は、しばしばその廃棄物の海への投棄を引き起こす。海洋投棄は19世紀からの問題で、1972年にロンドン条約が制定されるまで合法であった。1970年から1980年の間だけで、スクラップメタル、化学物質、酸などを含む廃棄物が2,500万トンも海に捨てられたと推定されている。海洋投棄は以下の3カテゴリーに分類される。
グレーリスト: 水を高度に汚染し有毒なもの。ヒ素、鉛、酸、ニッケル、クロム、スクラップメタル、および放射性物質など。
ブラックリスト: 非常に有毒または危険なもの。水銀、カドミウム、プラスチック、石油製品、放射性廃棄物、および生物および化学兵器を目的に製造されたもの。
ホワイトリスト: 上記リストに記載されていないもので環境上安全とされてはいるが、サンゴ礁など汚染に脆弱な海域に投棄されないように使用するカテゴリー。

## 廃船船舶と香港条約
船舶解体のために輸送される廃船も国境を越えた廃棄物である。船にはアスベスト、重金属、PCB、およびオイルスラッジが含まれることがあり、健康被害と環境への害を引き起こす可能性があり、その解体作業を実施した地域を汚染しうる。船の解体産業のほとんどは、環境関連の法律および取り締まりが厳格でない国にあり、国際海事機関によればインドを筆頭に、中国、バングラデシュ、およびパキスタンとなっている。 国際海事機関によれば、香港条約は船のリサイクルに関するすべての問題に対処することを意図しており、スクラップとして売られる船が有害物質を含みうることを明言している。また、解体作業の労働および環境条件に関する懸念にも対処している。

## オゾン層破壊物質とモントリオール議定書
モントリオール議定書はオゾン層破壊物質（フロン類、ブロモメタンなど）の生産と消費を段階的に廃止することを目的としている。　その目標はそのような物質を使用する冷却機器からより優れた冷却機器やシステムへの転換を促進することにある。
環境ダンピングは冷蔵・空調機器にも深く関連する。具体的には、1) 輸出された冷蔵・空調機器が、環境、安全、エネルギー効率、または他の製品基準を満たさないために輸出国で合法的に販売できなくなる場合、および2) モントリオール議定書に基づき、オゾン層破壊物質に関する制限または禁止により、輸出国でその物質を含む冷媒が利用できなくなったため、その機器が使用できない場合、それらは環境ダンピングが発生する土壌となり、オゾン層破壊物質による環境汚染につながる。
モントリオール議定書の締約国のうち発展途上国には、その責任範囲と能力を勘案して認められた猶予期間中はそれらオゾン層破壊物質の段階的廃止を遅らせることが許可されているものの、優れた代替手段が手頃なコストで利用可能ならば早期の廃止には利点がある。

## 実例
- 2005年5月、イギリスから中国へ向かっていた60個のコンテナが押収された。[5]  オランダ当局によって押収されたコンテナは、本来は紙類のためのものであるはずが、実際には家庭ごみが含まれていた。[5]  英国、中国、およびオランダのいずれもその廃棄物の輸入に同意していなかったため、その廃棄物は返送された。
- 2006年、オランダの国際的な石油トレーダーであるトラフィグラ社は硫黄不純物を大量に含有する安価で汚染された重油を大量に購入し、精製所に送らずジブラルタル沖に停泊していたプロボ・コアラという船を簡易製油所として利用し、転売し莫大な利益を上げようとした。原油に苛性ソーダと触媒を加えると、硫黄不純物は反応してタンクの底に沈殿した。トラフィグラが原油を転売したあと、タンクの底には有毒な硫黄スラッジが500トン残された。プロボ・コアラ到着数日前に急遽設立されて処理能力を持たないにもかかわらずわずか1万7千ドルで引き受けたコートジボワールの地元会社がその「処理」を請け負い、アビジャン市内18か所以上にそれを不法投棄した[11]。 この廃棄物からの有毒ガスで周辺住民の少なくとも15人が死亡し10万人が健康に被害を被った[12][13] [14]。この投棄場の近くに住むアフリカ人ジャン・フランソワ・クアディオは、自身の地域に蔓延する有毒物質の影響について体験を語っている。この事件で彼は２人の子どもを失い、２人目の娘アマ・グレースの死因について医師たちが「有毒廃棄物による急性高血糖だ」と診断したという[15]。不法投棄を命じた地元会社社長ら2名は懲役20年の刑を言い渡された[11]。　トラフィギュラは責任を一切認めていないが除染作業のため2億ドルを支払った[16]。
- 解体されたフランスの航空母艦であるFSクレマンソーは解体・リサイクルされるためインドのグジャラート州にある造船所に売却された。[17]　2006年インド最高裁は、FSクレマンソーには700トンのアスベストを含む多くの有毒廃棄物があるため、インドの水域に入港できないと判決し、フランス政府はクレマンソーを引き取ることを余儀なくされた。その後、同じ理由で船はスエズ運河へ進入が許可されなかった。2009年FSクレマンソーのリサイクルは最終的に、イギリスのハートルプールにある専門のリサイクラーに引き継がれた。[18]

## 引用
1. 1 2 3 4  Andersen, Stephen; Ferris, Richard; Picolotti, Romina; Zaelke, Durwood; Carvalho, Suely; Gonzalez, Marco (2018-10-01). “Defining the Legal and Policy Framework to Stop the Dumping of Environmentally Harmful Products”. Duke Environmental Law & Policy Forum 29 (1):  1–48. ISSN 1064-3958.
2. ↑  Yarrow, George (1987). “Economic Aspects of Anti-Dumping Policies”. Oxford Review of Economic Policy 3 (1):  66–79. doi:10.1093/oxrep/3.1.66. ISSN 0266-903X. JSTOR 23606099.
3. ↑  “EU waste-shipment rules tightened” (英語). EurActiv.com (2007年7月13日). 2016年12月15日閲覧。
4. ↑  Engler, Richard E. (2012-11-20). “The Complex Interaction between Marine Debris and Toxic Chemicals in the Ocean”. Environmental Science & Technology 46 (22):  12302–12315. Bibcode: 2012EnST...4612302E. doi:10.1021/es3027105. ISSN 0013-936X. PMID 23088563.
5. 1 2 3  "The Basel Convention At A Glance." basel.int 11 Feb. 2009 <http://www.basel.int/convention/bc_glance.pdf Archived 2008-12-23 at the Wayback Machine.>
6. ↑  The Transfrontier Shipment of Waste. Environment Agency, February 2004
7. ↑  “Ocean Pollution ~ MarineBio Conservation Society” (英語). 2023年12月1日閲覧。
8. ↑  “Ship Recycling”. www.imo.org. 2016年12月15日閲覧。
9. ↑  Andersen, Stephen; Gonzalez, Marco (2022). Rand, Sally. ed (English). 35th Anniversary Protecting the Ozone Layer. UNEP
10. ↑  silviaromano (2022年9月27日). “Speeding Ghana's Transition to Low-GWP and Energy-Efficient Cooling” (英語). Industria e Formazione. 2023年3月21日閲覧。
11. 1 2  “NRC” (オランダ語). NRC. 2023年5月10日閲覧。
12. ↑  “Two guilty in Ivory Coast toxic waste dumping” (英語). NBC News (2008年10月23日). 2023年5月10日閲覧。
13. ↑  “BAN 有害廃棄物ニュース　2006年10月17日／コートジボアールの悲劇は有害廃棄物取引の増大に光を当てる（事件の経緯と背景の要約）”. www.ne.jp. 2023年11月30日閲覧。
14. ↑  “asahi.com：先進国の有毒産廃、途上国へ　「エコマフィア」密輸横行 - 地球環境”. www.asahi.com. 2023年12月1日閲覧。
15. ↑  “Dirty Tricks and Toxic Waste in Ivory Coast”. Information Clearing House (2009年10月13日). 2019年3月17日時点のオリジナルよりアーカイブ。2014年4月26日閲覧。
16. ↑  “Two jailed for Ivory Coast toxic dumping” (英語). Reuters. (2008年10月23日) 2023年5月10日閲覧。
17. ↑  Joseph, Anto (2006年1月21日). “For India, breaking up is hard to do” (英語). The Guardian. ISSN 0261-3077 2016年12月15日閲覧。
18. ↑  Wainwright, Martin (2009年2月6日). “Contaminated aircraft carrier finds final resting place in Hartlepool” (英語). The Guardian. ISSN 0261-3077 2016年12月15日閲覧。